# Listes des comtes d'Autriche-Hongrie
Cette page compile les familles comtales, qu'elles soient éteintes ou non, de la noblesse autrichienne (c'est-à-dire de la noblesse des territoires composant l'empire d'Autriche puis, à la suite du compromis de 1867, l'Empire austro-hongrois). Le style employé pour s'adresser aux membres des-dites famille étant l'allemand Erlaucht (Illustre altesse). On peut également user de Gräfliche Gnaden (Votre Grâce comtale).
Dans l'empire d'Autriche, le titre de comte constitue le second plus haut rang de la noblesse après celui de prince, les deux titres sont d'ailleurs intimement liés et de nombreuses familles sont à la fois princière et comtale (voir Kinski ou Esterházy). Ensemble, ils composent la haute noblesse (hoher Adel), la classe la plus élevée de la hiérarchie sociale impériale. Ce cercle restreint, souvent appelé les 100 Familien (100 familles), disposaient, outre d’immenses richesses en fortune et en terres, d’une influence prédominante à la Cour impériale et donc sur la politique et la diplomatie de l’Empire.
La noblesse a été officiellement abolie en Autriche en 1919.
L'allemand emploie les termes Graf (comte) et Gräfin (comtesse) et l'hongrois gróf (comte) et grófnő (comtesse de naissance) ou grófné (comtesse par mariage).

## Galerie photos

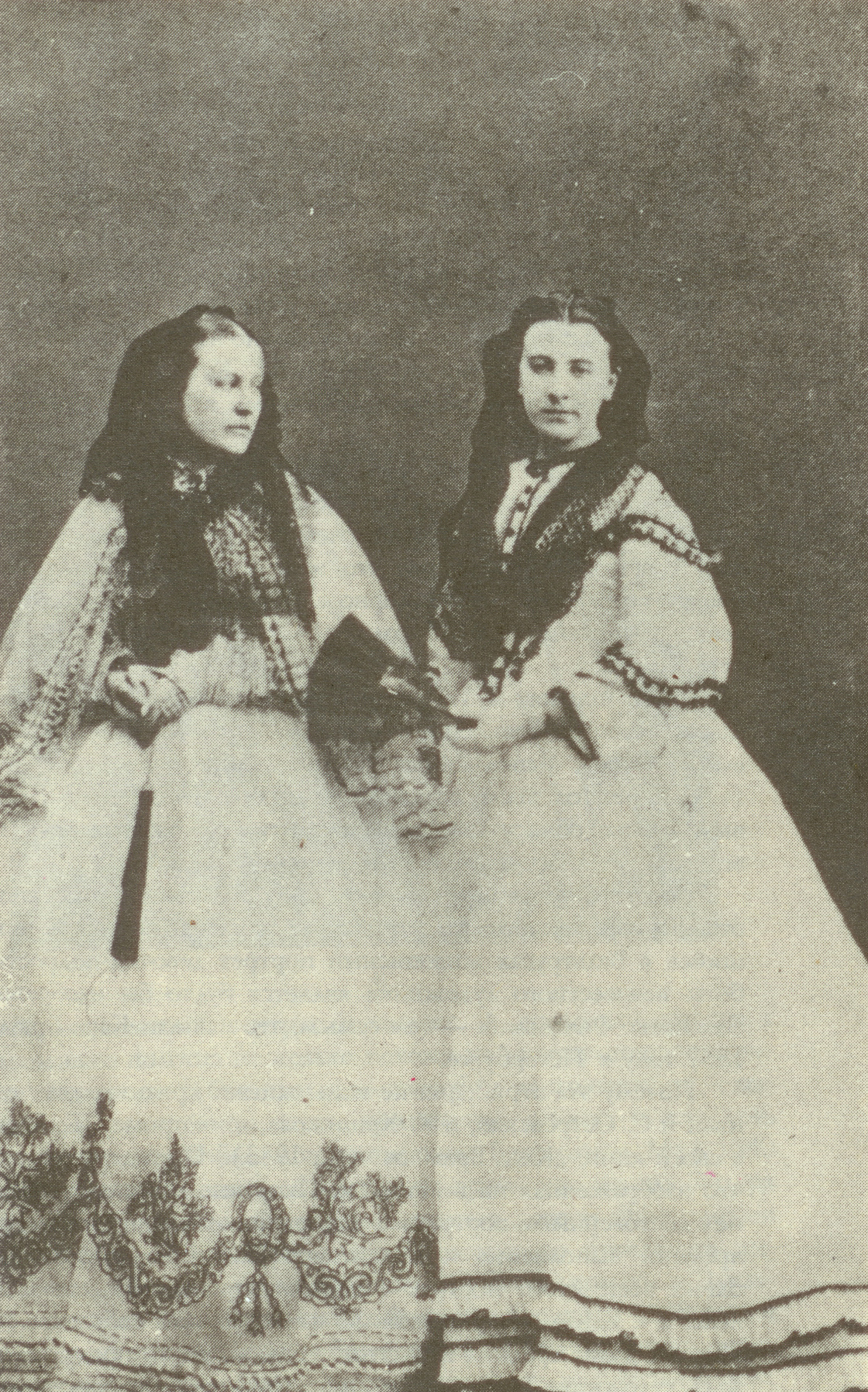
La comtesse Elisabeth-Alexandrine de Ficquelmont, princesse Clary-Aldringen, et sa fille, la comtesse Edmée, comtesse Carlo di Robilant e Cereaglio
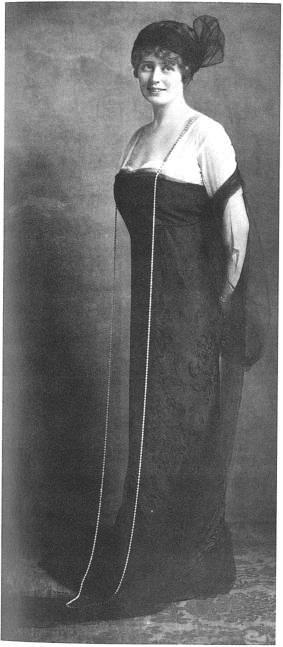
Une jeune comtesse de Schönborn posant pour une photo artistique.
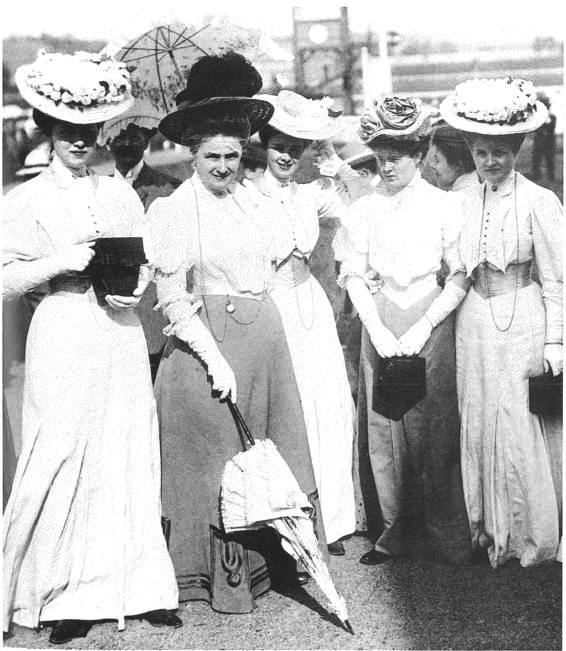
Comtesse Marietta Silva-Tarouca accompagnée de ses filles à une course hippique à Prague.
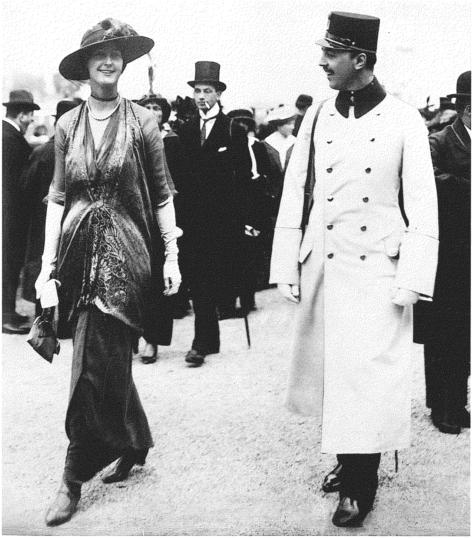
La comtesse Draskovich avec le Prince Ferdinand d'Auersperg aux courses de Freudenau, aux environs de Vienne. Ces courses furent une des distractions favorites de la haute aristocratie autrichienne, comme Ascot au Royaume-Uni.
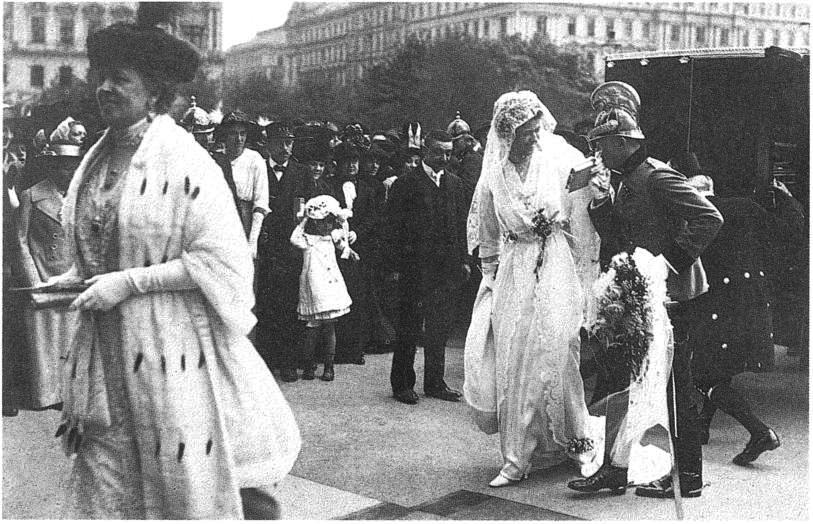
La Comtesse Clam-Gallas (à gauche, en manteau d’hermine) arrivant à la Votivkirche de Vienne à l’occasion du mariage d’une de ses sept filles, (couple de droite) la Comtesse Gabrielle Clam-Gallas au  prince Adolf d’Auersperg. Les mariages de la haute aristocratie donnent lieu à d’exceptionnels évènements mondains.
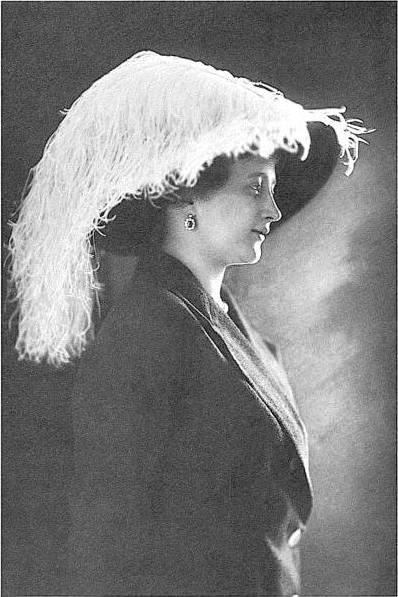
La comtesse Isabella Esterházy de Galánta. La fortune et le pouvoir des princes Esterházy fut legendaire.
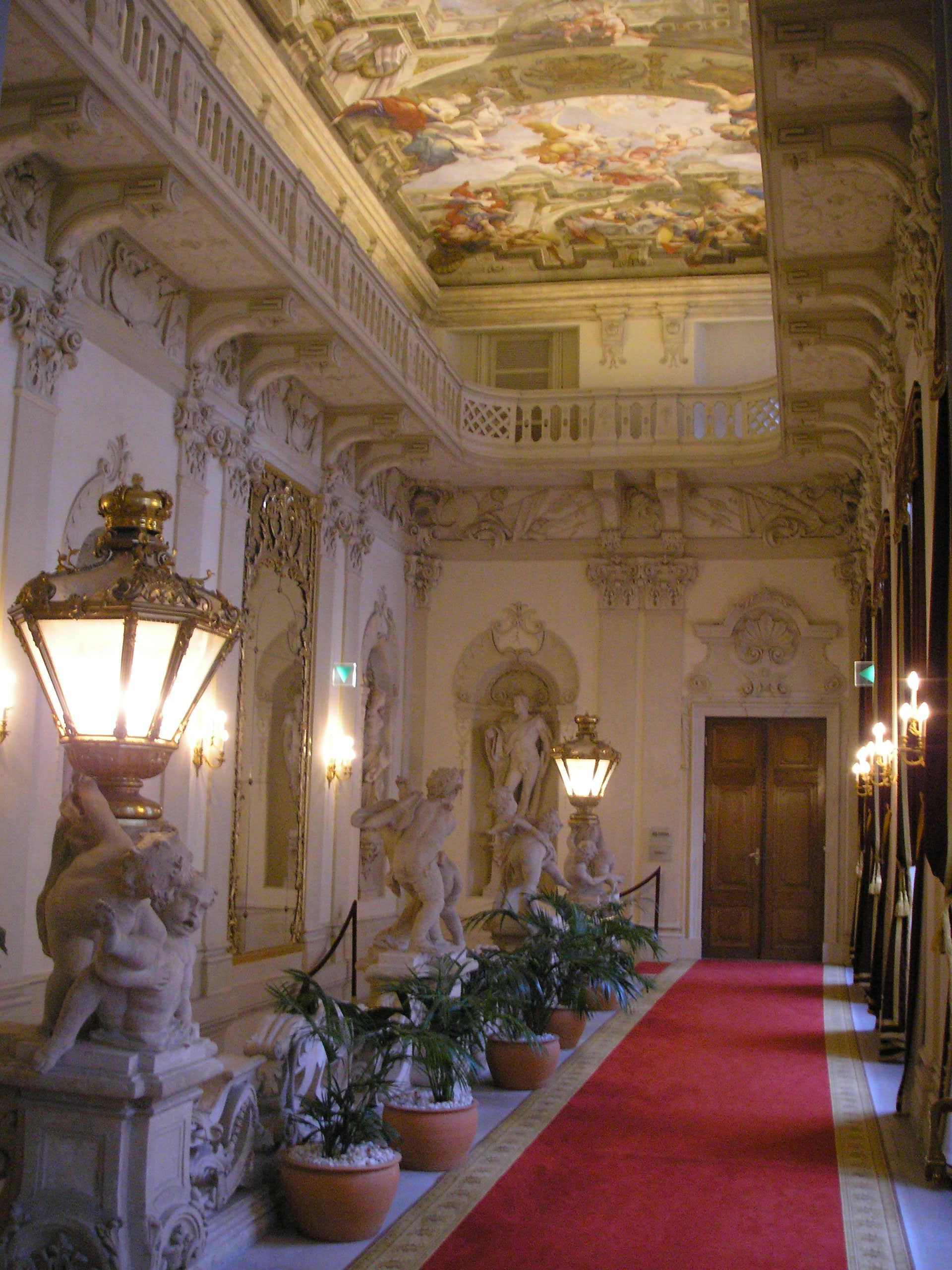
À L’époque baroque, la noblesse commença à s’installer en ville, faisant construire de somptueuse résidence appelées  Palais. Le Palais Kinski de Vienne, propriété des princes Kinski en est l’un exemple les plus abouti.

## Autriche
| Préposition (particule) | Nom d'origine                        | Nom actuel                        | Notes |
| ----------------------- | ------------------------------------ | --------------------------------- | --- |
| von                     | Abensperg und Traun                  | Abensperg-Traun                   | |
| von                     | Althann (Althan)                     | Althann                           | |
| von                     | Andechs-Meranien                     |                                   | éteinte depuis 1248 |
| von                     | Attems                               | Attems                            | |
|                         | Bartolotti von Partenfeld            | Bartolotti                        | |
|                         | Barth von Barthenheim                | de Bart                           | utilisant aussi la particule de et élevée du rang de comte (c. 1802) à celui de prince (en 1917) par l'Empereur Charles Ier d'Autriche |
| von                     | Berényi                              | Berényi                           | |
| von                     | Bozen                                | Bozen, Maurer, Mauriello, Morello | exilée à partir de 1927 en Italie |
| von                     | Breuner                              |                                   | Breuner-Asparn éteinte en 1894, Breuner-Nussdorf (aussi B.-Nußdorf) après 1864 |
|                         | Bucquoi von Longueval                | Bucquoi                           | |
| von                     | Buol-Schauenstein                    | Buol-Schauenstein                 | |
| von                     | Caprara                              |                                   | |
| von                     | Cavriani                             | Cavriani                          | |
| von                     | Chorinsky                            | Chorinsky                         | |
|                         | Chotek von Chotkova und Wognin       | Chotek                            | |
| von                     | Cobenzl                              | Cobenzl                           | |
| von                     | Coudenhove-Kalergi                   | Coudenhove-Kalergi                | |
|                         | Cseszneky de Milvány et Csesznek     | Cseszneky                         | |
|                         | Czernin von und zu Chudenitz         | Czernin                           | |
|                         | Drashkovich of Trakoshtyan           |                                   | utilise aussi la particule de |
| von                     | Enzenberg                            | Enzenberg                         | |
| von                     | Erdődy                               | Erdődy                            | |
| von                     | Eppan                                |                                   | éteinte depuis 1248 |
| von                     | Eppensteiner                         |                                   | éteinte depuis 1122 |
| von                     | Eyczing                              |                                   | éteinte depuis 1620 |
| de/von                  | Ficquelmont                          | Ficquelmont                       | Comte du Saint-Empire à titre personnel au 18e siècle, famille éteinte en 1948. |
| von                     | Firmian                              | Firmian                           | |
| von                     | Glam Gallas                          | Glam Gallas                       | |
| de la                   | Fontaine und d'Harnoncourt-Unverzagt | Harnoncourt                       | usant diverses particules et conjonctions |
| von                     | Ghetaldi-Gondola/Gundulich           | Ghetaldi-Gondola/Gundulich        | |
| von                     | Goëss                                | Goëss                             | |
| von                     | Gudenus                              | Gudenus                           | |
| zu                      | Hardegg auf Glatz und im Machlande   | Hardegg                           | |
| von                     | Harrach zu Rohrau und Thannhausen    | Harrach                           | |
| von                     | Hartig                               | Hartig                            | |
|                         | Henckel von Donnersmarck             |                                   | |
| von                     | Herberstein                          | Herberstein                       | |
| von                     | Hohenems                             | Hohenems                          | |
| von                     | Hoyos                                | Hoyos                             | |
| von                     | Huyn                                 | Huyn                              | |
| von                     | Kaunitz                              | Kaunitz                           | |
| von                     | Keyersling                           | Keyersling                        | |
|                         | Kinsky von Wchinitz und Tettau       | Kinsky                            | également princes Austro-Hongrois |
| von                     | Kollonitsch                          | Kollonitsch                       | |
| von                     | Kolowrat                             | Kolowrat                          | Kolowrat and Kolowrat-Krakowsky; Kolowrat-Liebsteinsky éteinte depuis 1861 |
| von                     | Kuefstein                            | Kufstein                          | |
| von                     | Lamberg (de)                         | Lamberg-Karlovsky                 | Le dernier fils du Reichsgraf Carl Othmar von Lamberg est C.C. Lamberg-Karlovsky, professeur d'archéologie de l'Université d'Harvard. Elizabeth Lamberg Moulton vit actuellement aux États-Unis de même que les plus jeunes membres de la famille.                                                                                            |
| von                     | Marenzi von Tagliuno und Telgate     | Marenzi                           | également marquis Austro-Hongrois |
| von                     | Mir                                  |                                   | |
| von                     | Mensdorff-Pouilly                    |                                   | cadets des Dietrichstein usant du nom Dietrichstein-Mensdorff-Pouilly |
| von                     | Neipperg                             | Neipperg                          | la branche illégitime est titrée Princes de Montenuovo |
| von                     | Norman und von Audenhove             | Norman-Audenhove                  | |
|                         | Pálffy von Erdőd                     | Pálffy                            | |
| von                     | Pallavicini                          | Pallavicini                       | |
|                         | Richter de Mocz                      | Stanzel, Gandelin-Paris           | Famille anoblie par Ferdinand III de Habsbourg au XVIIe siècle en reconnaissance de faits militaires pour défense de la chrétienté. Une partie des descendants de Vilma Kristina Richter de Mocz et de Ceza STANZEL vivent en France, les descendants des autres branches vivent majoritairement en Tchéquie, Slovaquie, Autriche et Hongrie. |
|                         | Sanchez de la Cerda                  | de la Cerda                       | |
| von                     | Schönborn                            | Schönborn                         | plusieurs branches |
| von                     | Schönburg                            | Schönburg                         | plusieurs branches; également princes Austro-Hongrois |
|                         | Sizzo-Noris                          | Sizzo-Noris                       | |
| von                     | Strozzi                              | Strozzi                           | |
| von                     | (de)                                 |                                   | éteinte depuis 1868 |
| von                     | Sylva von Tarouca                    | Sylva-Tarouca                     | usant aussi de la particule de |
| von                     | Teuffenbach                          | Teuffenbach                       | |
| von                     | Thonradel                            | Thonradel                         | exilée en 1620 |
| von                     | Thun-Hohenstein (Thun und Hohenstein | Thun-Hohenstein                   | également princes Austro-Hongrois |
| von                     | Trautson                             | Trautson                          | |
| von und zu              | Trauttmansdorff-Weinsberg            | Trauttmansdorff-Weinsberg         | également princes Austro-Hongrois |
| von                     | Wassilko von Serecki                 | Wassilko(-Serecki)                | usant aussi de la particule de |
| von                     | Wilczek                              | Wilczek                           | |
| von                     | Wimpffen                             | Wimpffen                          | |
| von                     | Wetter-Tegerfelden                   | Wetter-Tegerfelden                | |
| von                     | Wodzicki                             | Wodzicki                          | |
| von                     | Wurmbrand-Stuppach                   | Wurmbrand-Stuppach                | |
|                         | Vrints zu Falkenstein                |                                   | |
| von                     | Zenz                                 | Zenz                              | |
| von                     | Zichy                                |                                   | |
| von                     | Zinzendorf                           | Zinzendorf                        | |

## Hongrie
La liste des familles comtales de la partie hongroise de l'empire définie selon les termes de la Loi de la noblesse Austro-Hongroise de 1886 :